# Permission (militaire)
Pour les articles homonymes, voir Permission.

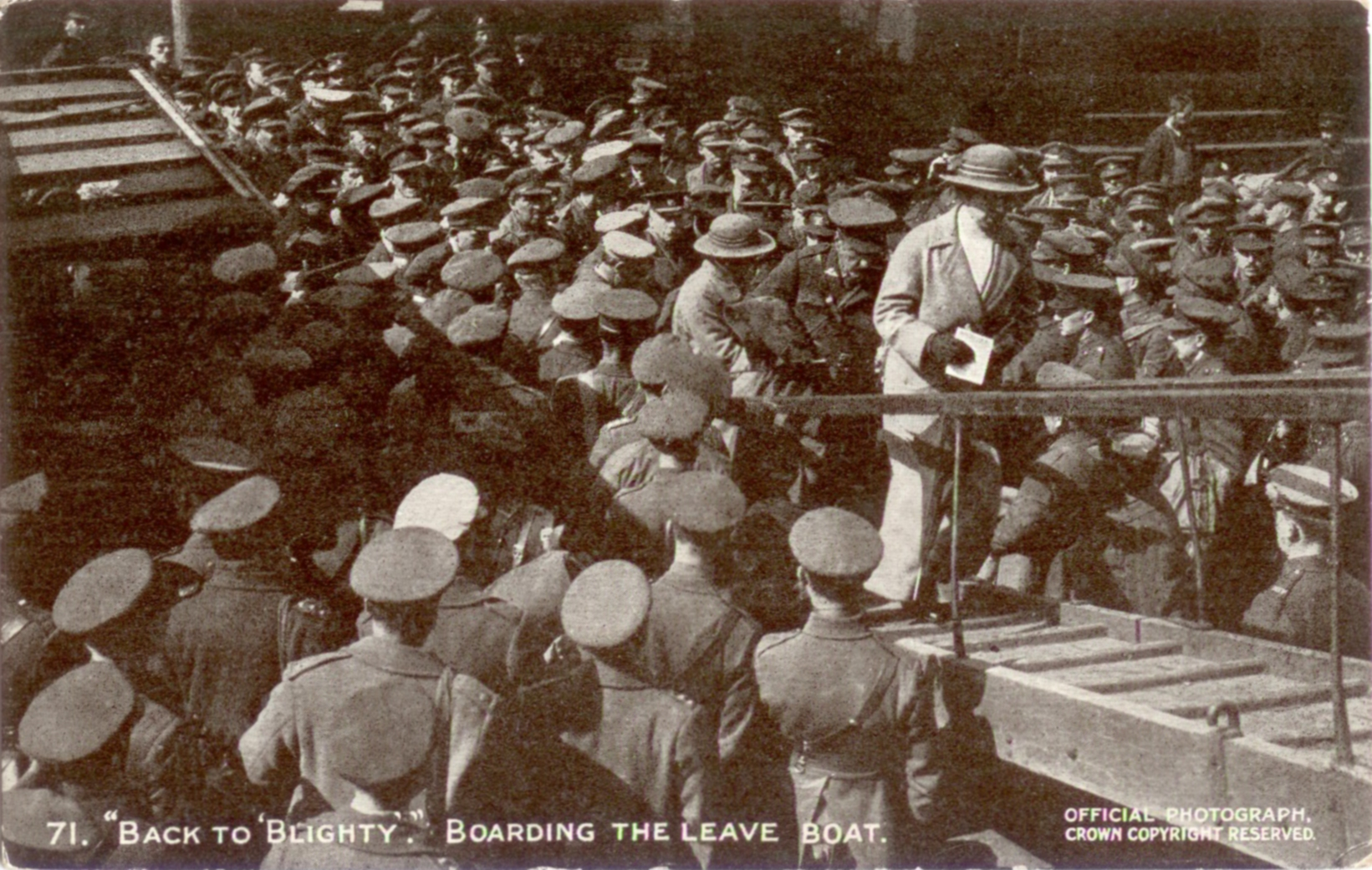
Soldats britanniques montant dans un bateau pour partir en permission pendant la Première Guerre mondiale.

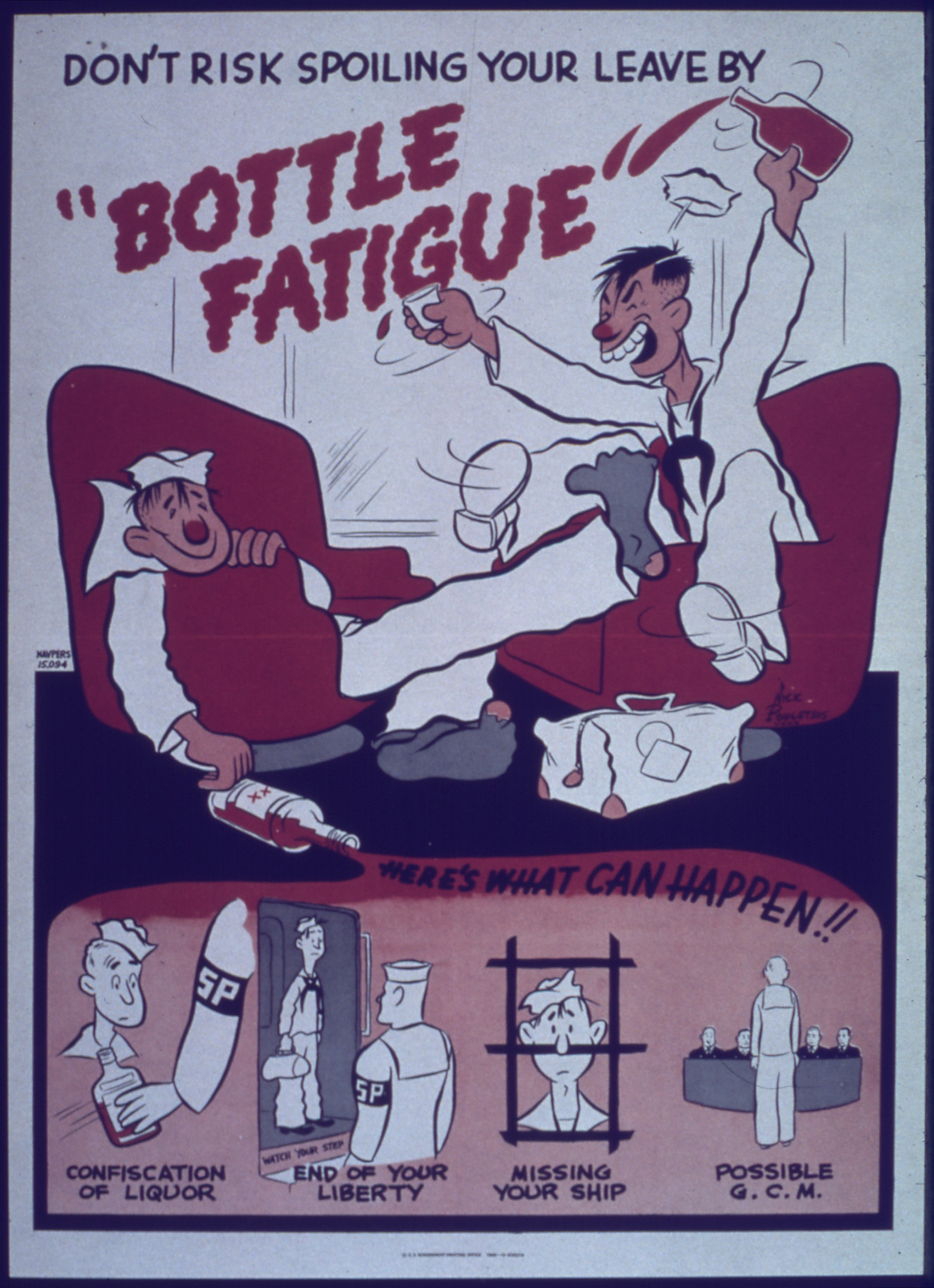
Don't Risk Spoiling Your Leave by Bottle Fatigue (Ne prenez pas le risque de gaspiller votre permission en gueule de bois).

Une permission, dans le domaine militaire, est l'autorisation donnée à un personnel militaire de quitter son unité pour une période de temps donnée ou indéfinie.
A contrario, quitter son unité sans permission est un cas de désertion.

## Spécificités
Les spécificités attachées à la permission varient énormément, dépendant de la période, de l'arme, de la nationalité des forces armées concernées. Même le terme employé peut varier.
Par exemple, les troupes britanniques engagées pendant la Première Guerre mondiale obtenaient une permission pour revoir Blighty (en) tous les quinze mois.
Les troupes néozélandaises engagées pendant la Seconde Guerre mondiale ayant fait un long service à l'étranger (généralement au moins trois ans) avaient le droit au furlough pour retourner dans leur foyer. Ces soldats recevaient alors l'appellation de furlough men.